# Exit April
Exit April is een Belgische poprockband die is opgericht in 2003. De muziek van Exit April wordt gekenmerkt door verschillende muziekinvloeden, waaronder rock, pop, punkrock, jazz en blues. De groep is vooral bekend om de singles 'Look Up' (2005), 'Ain't she the greatest' (2005) en de Scooter-cover 'You' die ze in 2010 opnamen met The Scabs-frontman Guy Swinnen.

## Geschiedenis
Exit April werd opgericht in 2003 in de volgende bezetting: Wim Van Deuren (toetsenist/zanger), Kevin Palmer (drummer), Kurt Verbelen: (gitarist), Rody Van Leekwijk (bassist).
Hun debuutalbum Blame Stewie werd lokaal enthousiast onthaald en maakte de opening naar de grotere festivals. Hierdoor werden ze ook door grotere radiozenders opgemerkt. De tweede CD More! werd goed ontvangen, vooral de eerste single Ain't she the greatest.
In 2006 ondernam Exit April een tournee door Vlaanderen.  Ze traden dat jaar op in het voorprogramma van o.a. De Kreuners, Paul Michiels, Peter Evrard en A Brand.
In 2008 besloot de groep een rustpauze in te lassen. Het laatste concert vond plaats op 27 september 2008 in Avelgem.
Tijdens het daaropvolgende jaar werkten de verschillende leden elk afzonderlijk als muzikant mee aan andere projecten. Toen in de zomer van 2009 de muzikanten herenigd werden als begeleidingsband van Guy Van Sande's soloproject, kregen de muzikanten weer zin om samen muziek te maken. Het nam twee bezettingswijzigingen in beslag om tot de uiteindelijke bezetting te komen: Wim Van Deuren (toetsenist, zanger en gitarist), Hans Humblet (gitarist en zanger), Wim De Puysseleyr (bassist), Kevin Palmer (drummer) en Pim Hens (vocals).
Na de hereniging in 2010 nam de groep de ep "Rockalooney" op met de Scooter-cover "You" als eerste single. Guy Swinnen, frontman van The Scabs, fungeert als gastzanger op dit nummer.
De muziek van Exit April wordt, door de bandleden zelf, in verschillende interviews omschreven als powerpop Het zijn sterke popsongs met stevige ondertoon. De belangrijkste invloed komt vooral van de toetsenist Wim die de muzikale richting stuurt, aangezien hij de meeste nummers schrijft. In een radio-interview zei hij ooit dat hij "bouillonblokjes maakt, en de groep maakt er een soep van".

## Discografie[6]

### Singles
- Look up (2005)

### Albums
- Blame Stevie
- More (2005)
- Rockalooney (2011)